# Idol Show
Idol Show (Hangul:아이돌 군단의 떴다! 그녀,Hanja: 아이돌 軍團의 떴다! 그녀; tiếng Anh:Idol Corps, She Has Arrived!), hay còn gọi là Idol Army, là chương trình truyền hình thực tế Hàn Quốc phát sóng hằng tuần trên MBC Every 1 với sự tham gia của các nhóm nhạc trẻ nổi tiếng của quốc gia.

## Chủ trì

### Phần 1
Super Junior-H
Dẫn chương trình - Go Young Wook, Kim Sang Hyuk (tập 1-5), Jang Dongmin (tập 2 trở đi)

### Phần 2
FT Island
Dẫn chương trình - Jang Dongmin

### Phần 3
2PM
Dẫn chương trình - Boom

### Phần 4
Kara
Dẫn chương trình - Boom

### Phần 5
MBLAQ
Dẫn chương trình - Shin Bong Sun, Jung Joori

## Khách mời thần tượng

### Phần 1
Lần đầu phát sóng: 10 tháng 7 năm 2008 
- Tập 1 - Jewelry
- Tập 2 – FT Island & Brown Eyed Girls, không có Super Junior
- Tập 3 & 4 - Wonder Girls
- Tập 5 - Kara
- Tập 6 - Roo'ra
- Tập 7 - Baby Vox Re.V
- Tập 8 - 2AM
- Tập 9 & 10 - Han Seungyeon, Goo Hara, Joo, Moon Ji Eun, Lim So Young
- Tập 11 - Kim Na Young, Chun Ja, Han Young
- Tập 12 - Kim Na Young, Seulong, Lim So Young
- Tập 13 & 14 (Cuối) - Lee Chung Ah

### Phần 2
Lần đầu phát sóng: 16 tháng, 2008
- Tập 1 & 2 - Younha
- Tập 3 & 4 - 2PM, Hwangbo, Baek Boram
- Tập 5
- Tập 6 & 7 (Cuối)- Kim Na Young, Kim Sang Mi, Min Ji, Choi Eun Joo, Jamilla

### Phần 3
Lần đầu phát sóng: 4 tháng 12 năm 2008
- Tập 1 – Không có
- Tập 2 - Kara
- Tập 3 – Nữ sinh trung học và các chị ulzzang
- Tập 4 - 2AM, Jang Young Ran, Go Young Wook
- Tập 5 - Brown Eyed Girls
- Tập 6 – Cô gái nước ngoài
- Tập 7 – Không có
- Tập 8 & 9 - Girls' Generation
- Tập 10 – Đi đến MT
- Tập 11 – Nữ sinh trung học và các bạn
- Tập 12 – Nữ sinh viên
- Tập 13- Black Pearl, Jung Joori, Lee Chaeyeong, Baek Boram, Kim Jungmin, Jin Bora
- Tập 14 & 15 - SHINee
- Tập 16 - After School
- Tập 17 (Cuối)

### Phần 4
Lần đầu phát sóng: 2 tháng 4 năm 2009
- Tập 1 – Không có
- Tập 2 - Daesung
- Tập 3 - Lee Chun Hee
- Tập 4 - FT Island
- Tập 5 (Cuối) - 2AM

### Phần 5
Lần đầu phát sóng: 16 tháng 12 năm 2009
- Tập 1 - Kwon JiHye
- Tập 2 - Secret
- Tập 3 - T-ara
- Tập 4 - Kim Na Young, Kim Sae Rom, Kang Ye Bin
- Tập 5 – Không có (Queen Seon Duk Parody/máy quay ẩn Lee Joon)
- Tập 6 - Soo Jung (Star Golden Bell)
- Tập 7 & 8 - After School
- Tập 9 & 10 – Không có (Khu nghỉ dưỡng đặc biệt Ski)
- Tập 11 - IU, Kim Eun Jung (Jewelry), Ha Joo Yeon (Jewelry), Hong Jin Young
- Tập 12 - Chuyển các cô gái
- Tập 13 & 14 - Sulli (f(x))
- Tập 15 – Không có (Kiểm tra sức khoẻ)
- Tập 16 - (Cuối)